# Papugowe
Papugowe (Psittaciformes), potocznie papugi – rząd ptaków z podgromady Neornithes. Najliczniejsze w Ameryce Południowej i Australii.

## Charakterystyka
Ptaki te charakteryzują się obecnością:
- masywnego i hakowato zakończonego dzioba;
- nabrzmiałą woskówką u nasady dzioba (u większości gatunków);
- górną szczęką ruchomą względem czaszki;
- grubym, mięsistym językiem.

Ponadto mają następujące cechy:
- większość świetnie się wspina;
- nie wiją gniazd, zakładają je zazwyczaj w dziuplach;
- są gniazdownikami;
- są zazwyczaj towarzyskie.

Odżywiają się głównie pokarmem roślinnym: nasionami, owocami, jagodami, orzechami, nektarem i pyłkiem, a w okresie lęgów także owadami i ich larwami.

## Podział systematyczny
Do rzędu papugowych zaliczane są następujące nadrodziny i rodziny:
- Strigopoidea Bonaparte, 1849
  - Strigopidae Bonaparte, 1849 – kakapo (Nowa Zelandia)
  - Nestoridae Bonaparte, 1849 – nestory
- Cacatuoidea G.R. Gray, 1840
  - Cacatuidae G.R. Gray, 1840 – kakaduowate (Australia, Nowa Gwinea i okoliczne wyspy)
- Psittacoidea Rafinesque, 1815
  - Psittacidae Rafinesque, 1815 – papugowate (Ameryka i Afryka)[3]
  - Psittrichasidae von Boetticher, 1959 (1854) – sępice
  - Psittaculidae Vigors, 1825 – papugi wschodnie (Afryka, Azja i Australia)[3].

Kopalnego gatunku Bavaripsitta ballmanni (miocen; płd. Niemcy) nie udało się zaklasyfikować do żadnej z występujących współcześnie grup.